# Hans-Arend Feindt
Hans-Arend Feindt (29 de outubro de 1921 — 2 de fevereiro de 2002) foi um comandante de U-Boot que serviu na Kriegsmarine durante a Segunda Guerra Mundial.